# Тюпе-Томе, Эдгар
Эдгар Тюпе́-Томе́ (фр. Edgard Alphonse Tupët-Thomé; 19 апреля 1920, Бур-ла-Рен, Франция — 9 сентября 2020, Париж, Франция) — французский участник Движения Сопротивления в годы Второй мировой войны. Кавалер ордена Освобождения и Большого креста ордена Почётного легиона.

## Биография
Эдгар Тюпе родился 19 апреля 1920 года в Бур-ла-Рене. Не окончив обучение в Высшей школе богословия в Реймсе, решил стать военнослужащим и в октябре 1938 года поступил по предварительному призыву в 8-й полк зуавов. К осени 1939 года — сержант.

### Вторая мировая война
После начала Второй мировой войны участвовал в боевых действиях на территории Лотарингии и Бельгии. Во время эвакуации союзников из Дюнкерка находился в прикрытии посадки Британского экспедиционного корпуса. 4 июня 1940 года был взят немцами в плен, но 10 июня, во время этапирования в Германию, смог бежать и вернуться на территорию Франции, не занятой германскими войсками.
В сентябре 1940 года был демобилизован и поселился в Клермон-Ферране. В ноябре 1940 года познакомился с лейтенантом Роже Вареном и вошёл в его тайную группу (вместе с капитаном Морисом Андлауэром (Maurice Andlauer), су-лейтенантом Станисласом Манженом и аджюдан-шефом Гастоном Тавианом) для выхода на связь со Свободными французскими силами.
В марте 1941 года группа Эдгара Тюпе через Пьера Фурко установила связь со штабом генерала де Голля и 1 апреля 1941 года все пятеро членов группы были зачислены в Свободные французские силы в качестве первых секретных военнослужащих. До ареста Фурко в августе 1941 года выполнял при нём обязанности связного.
В августе 1941 года через Гибралтар выехал в Лондон для связи со штабом Свободных французских сил. Под псевдонимом «Эдгар Томе» был зачислен в штаб де Голля, прошёл подготовку по парашютированию и ведению воздушных операций. Получив задание, 9 декабря 1941 года вместе с радистом Жозефом Пье (Joseph Piet) десантировался в районе Шатору, получив при этом травмы головы.
Во Франции вошёл в тайную сеть Сопротивления «Али-Тир», возглавив в ней подразделение «Действие»; являлся агентом 1-го класса. 29 мая 1942 года выехал в Великобританию для лечения полученных ранее травм. Вскоре произведён в лейтенанты.
В ноябре 1942 года направлен в отряд инструкторов коммандос на Сен-Пьер и Микелон. В феврале 1943 года переведён в отряд Антильских островов, где сформировал 2-ю роту, которой командовал и тренировал до июля 1943 года.
В августе — сентябре 1943 года прошёл подготовку при 4-м воздушно-пехотном батальоне в Кемберли и получил аттестат парашютиста. В январе 1944 года переведён на должность заместителя командира 2-й роты 3-го воздушно-пехотного батальона (с июля 1944 — 3-й парашютно-стрелковый полк).
В начале августа 1944 года десантировался в Бретани около городка Дауласа. С группой из 12 человек атаковал комендатуру города и, взяв 40 пленных немцев, освободил Даулас, после чего атаковал и освободил городок Ландерно. Присоединясь к американской 6-й бронетанковой дивизии, выполнил несколько разведывательных миссий.
27 августа 1944 года десантировался в районе массива Юра и с отрядом в 50 человек атаковал, освободил и оборонял городок Клерваль, после чего присоединился к дивизионной разведывательной группе американской 7-й армии.
7 апреля 1945 года десантировался в Голландии, где с отрядом из 15 человек провёл несколько атак на коммуникации противника.
17 ноября 1945 года награждён орденом Освобождения.

### На гражданской службе
После окончания войны демобилизовался и поступил в Колониальную школу управления. В январе 1946 года назначен в колониальную администрацию Туниса; вскоре там же стал исполнительным директором винодельческого кооператива в Такелсе. В 1950 году уехал в Канаду, где приобрёл сельскохозяйственную ферму.
В 1955 году вернулся во Францию, выучился на инженера по научной организации труда и некоторое время работал в офисе технических исследований компании «Зингер», после чего — в фармацевтической лаборатории в Нёйи-сюр-Сен.
С 1961 по 1965 год трудился в автомобильной компании «Панар-Левассор», а в дальнейшем ушёл работать в сферу туризма.
В 1980 году выпустил свои мемуары о войне, переизданные в 2011 году.
Выйдя на пенсию, проживал в Бинике. После смерти жены был принят военным пенсионером в Национальный институт инвалидов (Дом инвалидов в Париже), где и проживал до своей смерти. Умер 9 сентября 2020 года.
17 сентября 2020 года Эдгару Тюпе-Томе во дворе Дома инвалидов были возданы воинские почести в присутствии премьер-министра Франции Жана Кастекса. Похоронен 19 сентября 2020 года в Бинике.

## Семья
Эдгар Тюпе-Томе был женат на Женевьеве Ле-Набур (фр. Geneviève Le Nabour; урожд. Аллен [фр. Allain]; 5 октября 1931, Биник — 4 февраля 2018, Плерен). От первого мужа, Андре Ле-Набура, она имела сына и дочь.

## Награды
- Большой крест ордена Почётного легиона (28 января 2020; декрет от 31 декабря 2019)[8][9]
  - Великий офицер ордена Почётного легиона (26 июля 2016; декрет от 13 июля 2016)[8][10]
  - Командор ордена Почётного легиона (5 июня 1985)[10]
- Орден Освобождения (17 ноября 1945)[11]
- Военный крест 1939—1945 (6 приказов)[11]
- Памятная медаль Добровольной службы в движении «Свободная Франция»[11]
- Почётный член ордена Британской империи (Великобритания, 2020)[11][12]
- Военный крест (Великобритания)[11]
- Королевская медаль «За отвагу в деле Свободы» (Великобритания)[11]
- Кавалер ордена Оранских-Нассау (Нидерланды)[11]
- Памятный военный крест (Нидерланды)[11]